# Strojne
Strojne, česky také Strojna (ukrajinsky Стройне, maďarsky Malmos), je obec ve Svaljavské městské komunitě. Leží v okrese Mukačevo Zakarpatské oblasti Ukrajiny. Obcí prochází dálnice. V roce 2025 zde žilo 2726 obyvatel; v celé obci pak 3290 obyvatel.

## Části obce
- Strojne
  - Kiralsalaš (ukrajinsky Кіральсалаш)
  - Kozeva (ukrajinsky Козева)
  - Velyke Melnyčne (ukrajinsky Велике Мельничне)
- Černyk

## Historie
Strojne vzniklo na počátku 17. století sloučením vesnic Kozeva a Velyke Melnyčne. Do uzavření Trianonské smlouvy byla obec součástí Uherska, poté součástí první československé republiky. Při demonstraci v roce 1924 byl zastřelen jeden místní občan. Za druhé světové války vstoupilo do Rudé armády 37 mužů, 15 mužů bojovalo v řadách 1. československého armádního sboru. Od roku 1945 byla obec součástí Ukrajinské sovětské socialistické republiky, která byla součástí SSSR. Od roku 1991 je obec součástí nezávislé Ukrajiny.